# Gonomyia stackelbergi
Gonomyia stackelbergi är en tvåvingeart som beskrevs av Paul Lackschewitz 1935. Gonomyia stackelbergi ingår i släktet Gonomyia och familjen småharkrankar. Arten är reproducerande i Sverige. Inga underarter finns listade i Catalogue of Life.